# Got Talent Uruguai
Got Talent Uruguay é uma série de televisão uruguaia exibida pela Canal 10, e parte da série global Britain's Got Talent, criado por Simon Cowell. É um show de talentos que apresenta cantores, dançarinos, mágicos, humoristas e outros artistas de todas as idades concorrendo para o prêmio de $ 1 milhão. O espetáculo estreou em 22 de junho de 2020, contando com apresentação de Natalia Oreiro.
De novembro a dezembro de 2019, a equipe de produção percorreu os 19 departamentos do país para fazer os elencos, como um todo que chamaram mais de 10.000 pessoas, tornando-se a versão com mais aspirantes. As gravações das audições começaram em fevereiro de 2020, que aconteceu nos principais teatros do país: Teatro Espanhol (Durazno), Teatro Politeama (Canelones), Teatro Florencio Sánchez (Paysandú), Centro de Convenções (Punta del Este) e Teatro El Galpon (Montevidéu).
As filmagens da segunda etapa começaram no dia 12 de agosto de 2020 no Auditório Nelly Goitiño de Montevidéu, que não teve audiência devido às restrições sanitárias devido à pandemia de COVID-19. Em 14 de setembro, foi anunciada a renovação para uma segunda temporada, prevista para 2021, , que foi lançada em 12 de abril daquele ano.